# Saison 2020-2021 du C' Chartres Métropole handball
Maillots
Chronologie
Saison 2019-2020 Saison 2021-2022
Dernière mise à jour : 10/07/2021.
La saison 2020-2021 du C' Chartres Métropole handball est la deuxième saison consécutive du club en première division, la troisième de son histoire.

## Avant-saison

### Évolution de l'effectif et du staff

#### Staff technique
Arrivé à l’été 2019 à Chartres, l’entraineur espagnol Toni Gerona s’engage alors pour une saison et une seconde en option. Les deux parties se mettent d’accord pour poursuivre l’aventure ensemble pour cette saison supplémentaire.
Gardien sur les terrains français pendant quinze ans, le Serbe Nebojša Stojinović arrive en tant qu’entraîneur des gardiens à Chartres. Son rôle est de s'occuper de Nebojsa Grahovac et de Kim Sonne-Hansen, mais aussi de prendre part de manière intégrante à la vie du staff. « Ma première mission sera de travailler en duo avec Toni et de l’aider au maximum afin d’obtenir le meilleur résultat possible. J’aurais également le rôle de travailler avec les gardiens de but de l’équipe professionnelle et les gardiens de centre de formation. J’interviendrai dans l’équipe jeune et au Pôle espoirs pour les gardiens » explique-t-il à son arrivée.

#### Prolongations de contrat
Le CCMHB compte s'appuyer sur ses joueurs cadres pour stabiliser l'effectif. Après le premier contrat professionnel de l'international U19 Yvan Vérin, l'ailier Vanja Ilić s'engage aussi jusqu'en 2024 dès janvier 2020. Meilleur buteur de l'équipe en Lidl Starligue 2019-2020, Morten Vium signe pour une saison supplémentaire, soit jusqu'en juin 2021. De même pour le capitaine Zacharia N'Diaye, le gardien de but plus ancien joueur de l'effectif Nebojsa Grahovac et l'arrière droit ukrainienne Sergiy Onufriyenko. En avril, après plusieurs propositions d’autres clubs, Nikola Jukic préfère finalement rester à Chartres.
Blessé pour plusieurs mois dès le début de saison, Morten Vium prolonge une seconde fois son contrat durant sa convalescence, jusqu'en 2024.
| Nom                | Arrivée | Nouvelle échéance |
| ------------------ | ------- | ----------------- |
| Nebojsa Grahovac   | 2013    | 2021              |
| Zacharia N'Diaye   | 2015    | 2021              |
| Sergiy Onufriyenko | 2018    | 2022              |
| Yvan Vérin         | 2018    | 2024              |
| Nikola Jukic       | 2019    | 2021              |
| Morten Vium        | 2019    | 2021 puis 2024    |
| Vanja Ilić         | 2019    | 2024              |

Début février 2021, Grahovac et Svetlin Dimitrov s'engage sur un nouveau contrat de deux saisons. Marc Cañellas signe un nouveau bail de un an.

#### Transferts de joueurs
Contrairement à l'année précédente, le CCMHB mise sur la stabilité de l'effectif.
Le départ du pivot Youssef Benali est compensé par l'arrivée du russe Denis Vasilev, de même que celle de Dan Racoțea par le recrutement du Slovaque Lukáš Urban. Barré par Morten Vium, l'espoir du club William Benezit renforce l’effectif de l'US Créteil sur la base d’un prêt d’un an pour gagner du temps de jeu.
| Départs            |      |                  |                |                    |
| Nom                | Nat. | Destination      | Poste          | Raison             |
| Youssef Benali     |      | Al-Arabi SC      | Pivot          | fin de contrat     |
| William Benezit    |      | US Créteil       | Ailier droit   | prêt (1 an)        |
| Dan Racoțea        |      | Bidasoa Irun     | Arrière gauche | fin de prêt        |
| Aurélien Tchitombi |      | Nancy            | Demi-centre    | fin de contrat     |
| Arrivées           |      |                  |                |                    |
| Nom                | Nat. | Provenance       | Poste          | Durée              |
| Svetlin Dimitrov   |      | CO Vernouillet   | Arrière droit  | amateur puis un an |
| Lukáš Urban        |      | HT Tatran Prešov | Arrière gauche |                    |
| Denis Vasilev      |      | Medvedi Tchekhov | Pivot          | deux saisons       |

## Championnat
Pour cette saison 2020-2021, le CCMHB ne dispute que le championnat de première division. Du fait du contexte exceptionnel lié à la pandémie de Covid-19, la coupe de France se joue sur un match sec disputé entre les deux premières équipes du championnat précédent.
Extrait du classement de D1 2020-2021
|    | Équipe                      | Pts  | J    | G  | N | P  | Bp  | Bc  | Diff | Dép       |
| -- | --------------------------- | ---- | ---- | -- | - | -- | --- | --- | ---- | --------- |
| 8  | Saint-Raphaël VHB           | 28   | 30   | 12 | 4 | 14 | 856 | 888 | -32  | /         |
| 9  | Limoges Handball P          | 27   | 30   | 11 | 5 | 14 | 854 | 925 | -71  | /         |
| 10 | Dunkerque HGL               | 24   | 30   | 10 | 4 | 16 | 774 | 802 | -28  | /         |
| 12 | C' Chartres MHB             | 22   | 30   | 11 | 0 | 19 | 814 | 873 | -59  | 2 pts, +1 |
| 13 | US Créteil                  | 22   | 30   | 11 | 0 | 19 | 798 | 844 | -46  | 2 pts, -1 |
| 11 | Istres Provence HB          | 20   | 30   | 8  | 4 | 18 | 784 | 880 | -96  | /         |
| 14 | Cesson Rennes MHB P         | 18   | 30   | 6  | 6 | 18 | 790 | 865 | -75  | /         |
| 15 | US Ivry                     | 16   | 30   | 7  | 2 | 21 | 780 | 879 | -99  | /         |
| 16 | Tremblay-en-France Handball | 8,28 | 29+1 | 3  | 2 | 24 | 748 | 849 | -101 | /         |

## Effectif professionnel
Dès début août 2020, le troisième meilleur buteur de Lidl Starligue la saison passée Morten Vium se blesse gravement à un tendon d'Achille et est écarté jusqu'en février 2021. Après avoir cherché un renfort extérieur, le club se tourner vers une solution interne et la promotion de la recrue Svetlin Dimitrov, arrivé initialement pour renforcer l'équipe réserve.

## Statistiques

### Individuelles
L'ailier gauche serbe Vanja Ilic termine meilleur buteur chartrain de la saison dans le jeu (111 buts) et sur penalty (63) pour un total de 174 réalisations. Il est aussi le troisième meilleur marqueur du championnat. Le pivot russe Denis Vasilev a le meilleur taux de réussite au tir (73,68 %), devant l'ailier droit Svetlin Dimitrov (71,19). Ilic est second au pourcentage général de réussite, aidé par ses 83% d'efficacité sur penalty.
| # | Nom              | Total buts | % total | Moy. | Tirs      | % total | Moy. tirs | Total penalty | % total | MJ |
| - | ---------------- | ---------- | ------- | ---- | --------- | ------- | --------- | ------------- | ------- | -- |
| 1 | Vanja Ilic       | 174 / 237  | 73,42 % | 6,00 | 111 / 161 | 68,94 % | 3,83      | 63 / 76       | 82,89 % | 29 |
| 2 | Sergey Kudinov   | 109 / 200  | 54,50 % | 3,63 | 109 / 200 | 54,50 % | 3,63      | 0             | 0       | 30 |
| 3 | Svetlin Dimitrov | 84 / 118   | 71,19 % | 3,00 | 84 / 118  | 71,19 % | 3,00      | 0             | 0       | 28 |
| 4 | Nikola Jukic     | 74 / 146   | 50,68 % | 2,96 | 74 / 146  | 50,68 % | 2,96      | 0             | 0       | 25 |
| 5 | Denis Vasilev    | 70 / 95    | 73,68 % | 2,41 | 70 / 95   | 73,68 % | 2,41      | 0             | 0       | 29 |
| 6 | Marc Cañellas    | 61 / 115   | 53,04 % | 2,77 | 54 / 108  | 50 %    | 2,45      | 7 / 7         | 100 %   | 22 |

Seuls trois joueurs prennent part aux trente journées de Lidl Starligue : Sergey Kudinov, le gardien Nebojsa Grahovac et le jeune Yvan Vérin.
| Nom                          | Total buts | Matchs joués |
| ---------------------------- | ---------- | ------------ |
| Vanja Ilic                   | 174        | 29           |
| Sergey Kudinov               | 109        | 30           |
| Svetlin Dimitrov             | 84         | 28           |
| Nikola Jukic                 | 74         | 25           |
| Denis Vasilev                | 70         | 29           |
| Marc Cañellas                | 61         | 22           |
| Yvan Vérin                   | 49         | 30           |
| Vasja Furlan                 | 37         | 24           |
| Titouan Afanou-Gatine        | 36         | 28           |
| Sergiy Onufriyenko           | 35         | 14           |
| Edgar Dentz                  | 33         | 24           |
| Hugo Jund                    | 17         | 25           |
| Lukáš Urban                  | 11         | 24           |
| Yannick Cham                 | 10         | 29           |
| Leonardo Domenech de Almeida | 5          | 7            |
| Nebojsa Grahovac             | 3          | 30           |
| Kim Sonne-Hansen             | 2          | 26           |
| Zacharia N'Diaye             | 2          | 20           |
| Marc Alexandre Saussay       | 1          | 15           |
| Alban Pontlevoy              | 0          | 1            |
| Matej Mikita                 | 0          | 7            |
| Zoran Radic                  | 0          | 8            |
| Korentin Luy                 | 0          | 1            |